# Hammerstein (am Rhein)

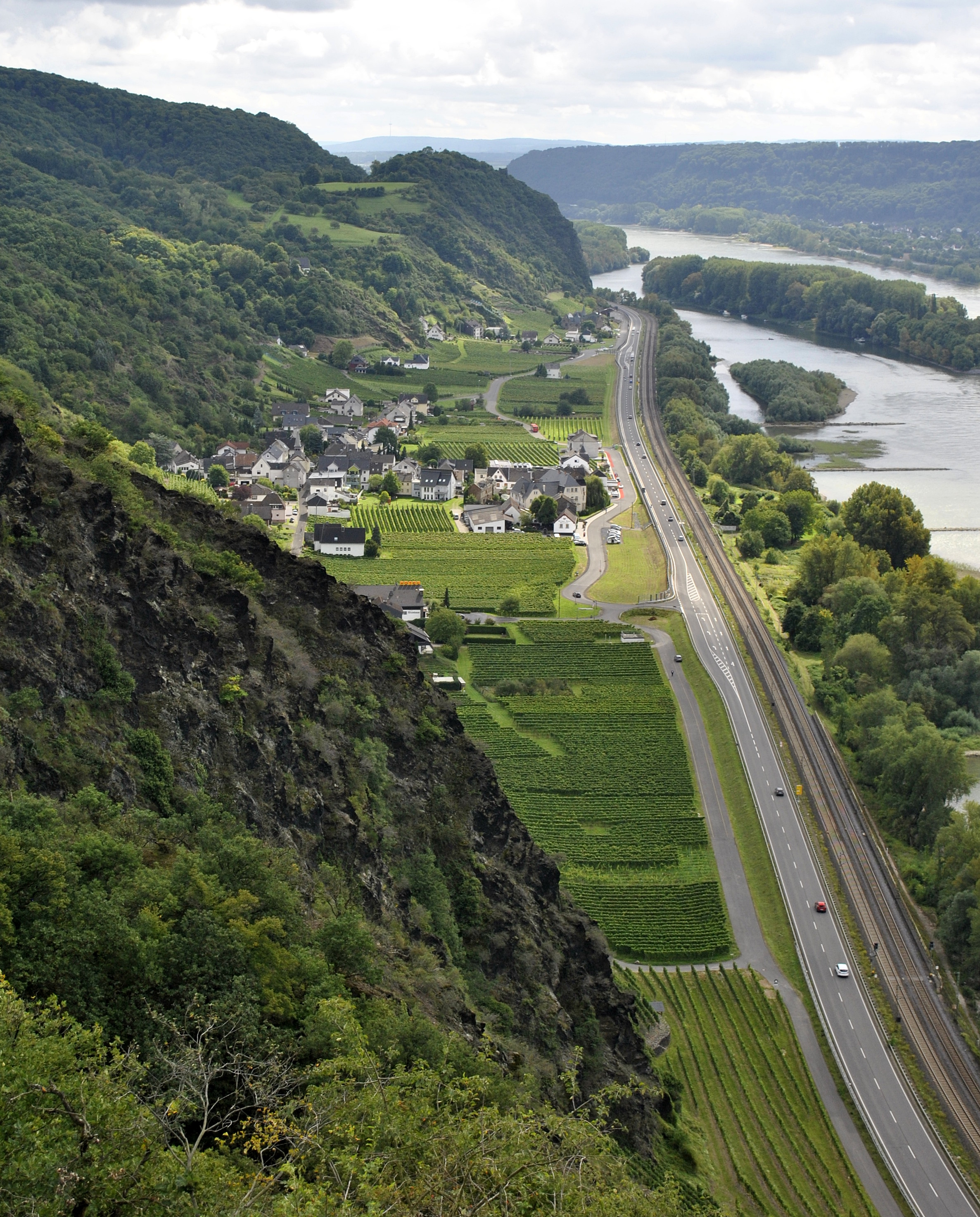
Blick auf Nieder- (vorne) und Oberhammerstein (hinten) von der Rheinbrohler Ley aus

Der Weinort Hammerstein ist eine Ortsgemeinde im Landkreis Neuwied in Rheinland-Pfalz. Die Gemeinde gehört der Verbandsgemeinde Bad Hönningen an, die ihren Verwaltungssitz in der Stadt Bad Hönningen hat.

## Geographie
Die Gemeinde liegt am Mittelrhein auf der rechten Flussseite zwischen den Orten Rheinbrohl und Leutesdorf im Naturpark Rhein-Westerwald. Topographisch wird sie im Norden von der „Rheinbrohler Ley“ und im Süden vom „Hammersteiner Schloßberg“ begrenzt, sie gliedert sich in den nördlichen Ortsteil Niederhammerstein und Oberhammerstein im Süden. Die vormals eigenständigen Gemeinden schlossen sich am 1. April 1934 zusammen. Hammerstein weist das Siedlungsbild eines Straßendorfs auf und erstreckt sich entlang der Achsen des schnell ansteigenden Tals des Hammersteiner Bachs (Niederhammerstein) sowie der Bundesstraße 42 (insbesondere Oberhammerstein). Zwischen beiden Ortsteilen fließt der Kerbergsbach in den Rhein. Der höchste Geländepunkt Hammersteins wird mit etwa 370 m ü. NHN im äußeren Südosten des Gemeindegebiets erreicht. Auf Höhe von Oberhammerstein liegt die Rheininsel Hammersteiner Werth, die als Revier von Anglern dient und deren kleinerer Südteil sich bis auf die Gemarkung von Leutesdorf erstreckt.
Zu Hammerstein gehören die nordöstlich gelegenen Wohnplätze Forsthof und Weierhof. Über diese beiden Plätze hinaus ist der gesamte östliche Bereich des Gemeindegebiets unbewohnt und oberhalb der Weinlagen stark bewaldet.

## Geschichte
Der nordöstliche Teil der Gemarkung Hammerstein wurde zur Zeit des Römischen Reiches vom Obergermanischen Limes durchzogen. Bestandteil dieses Grenzwalls war das auf heutigem Gemeindegebiet gelegene Kleinkastell „Am Forsthofweg“.
Jahrhunderte später entwickelten sich die Dörfer Nieder- und Oberhammerstein im Schutz der Höhenburg Hammerstein, die 1002 erstmals urkundlich erwähnt wird. Die  Ursprünge der Burg reichen bis ins 10. Jahrhundert zurück. Die früheste urkundliche Erwähnung Niederhammersteins datiert auf das Jahr 1225. Dem am Fuße der Burg liegenden Ort Oberhammerstein wurden im Jahr 1337 die Stadtrechte verliehen. Den Burgherren bestätigte Kaiser Karl IV. 1357 ein bereits älteres Recht, Münzen zu schlagen und Jahrmärkte abzuhalten. Die Burg war noch bis zur Mitte des 17. Jahrhunderts in Funktion und wurde erst 1654 von Truppen des Kurfürstentums Trier geschleift. Von 1419 bis 1788 war Hammerstein der Sitz des kurtrierischen, zwischen 1803 und 1815 des herzoglich-nassauischen Amtes Hammerstein, eines unteren  Verwaltungs- und Gerichtsbezirkes. Bis 1936 waren Nieder- und Oberhammerstein selbständige Gemeinden.

## Politik

### Gemeinderat
Der Gemeinderat in Hammerstein besteht aus acht Ratsmitgliedern, die bei der Kommunalwahl am 9. Juni 2024 in einer Mehrheitswahl gewählt wurden, und dem ehrenamtlichen Ortsbürgermeister als Vorsitzendem.

### Bürgermeister
Jörg Jungbluth (FWG) wurde am 2. September 2019 Ortsbürgermeister von Hammerstein. Bei der Direktwahl am 26. Mai 2019 war er mit einem Stimmenanteil von 80,21 % für fünf Jahre gewählt worden. Bei der Direktwahl am 9. Juni 2024 wurde er als einziger Bewerber mit 78,0 % für weitere fünf Jahre in seinem Amt bestätigt. Vorgänger von Jörg Jungbluth waren Wolfgang Kluwig (2014–2019) und Karl-Heinz Windheuser (bis 2014).

### Wappen
| Wappen von Hammerstein | Blasonierung: „In Rot drei schräggestellte, 2:1 angeordnete silberne Hämmer.“ |
| Wappen von Hammerstein | Wappenbegründung: Die drei Hämmer entsprechen dem Wappen der einstigen Burggrafen von Hammerstein, zu deren Territorium die Orte Nieder- und Oberhammerstein, heute Gemeinde Hammerstein, gehörten. An das kurtrierische rote Wappenkreuz in Silber erinnert die gegenüber dem burggräflichen Wappen (rote Hämmer in Gold) geänderte Farbgebung. Die Gemeinde führt das Wappen seit 1946. |

## Sehenswürdigkeiten

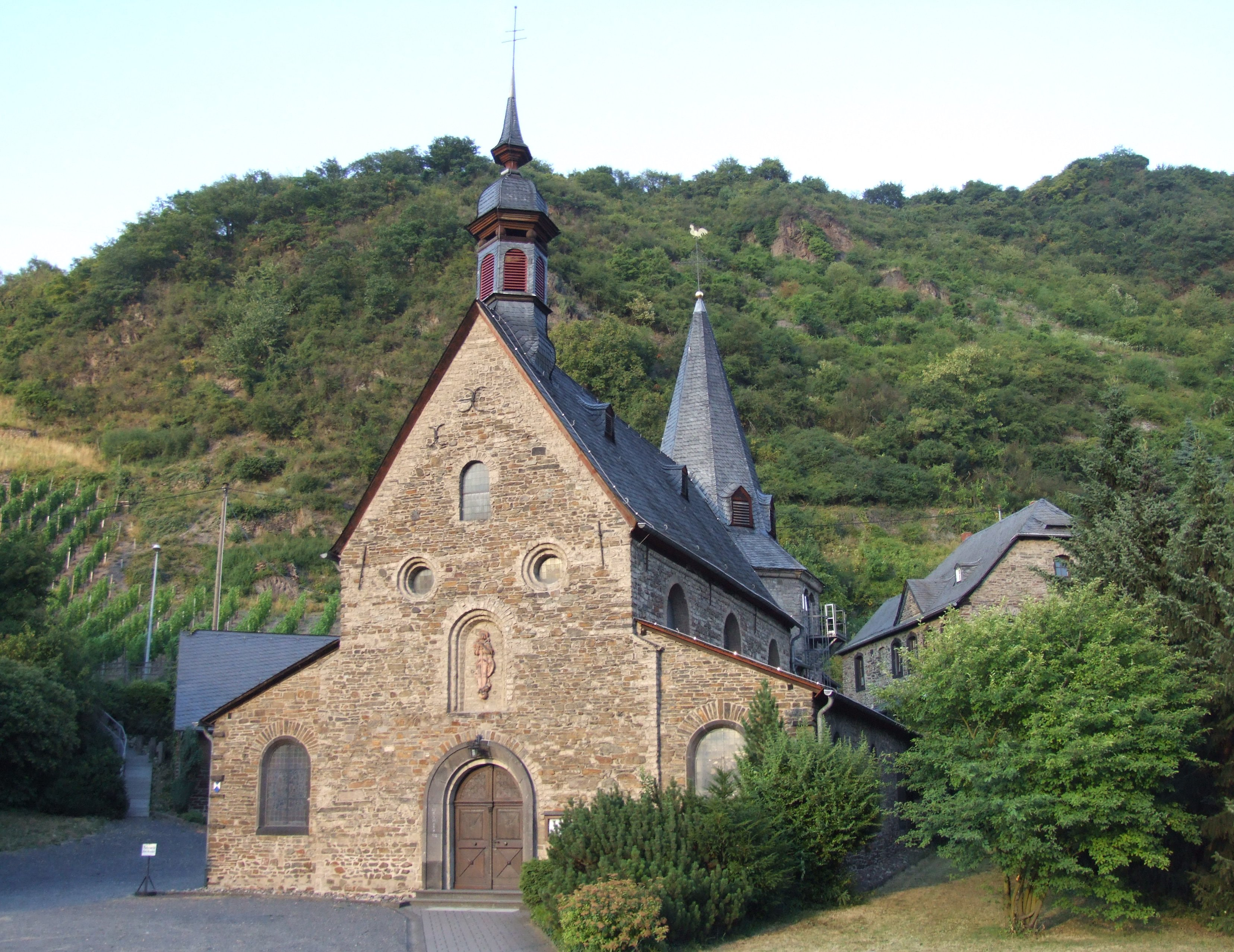
Pfarrkirche St. Georg in Oberhammerstein

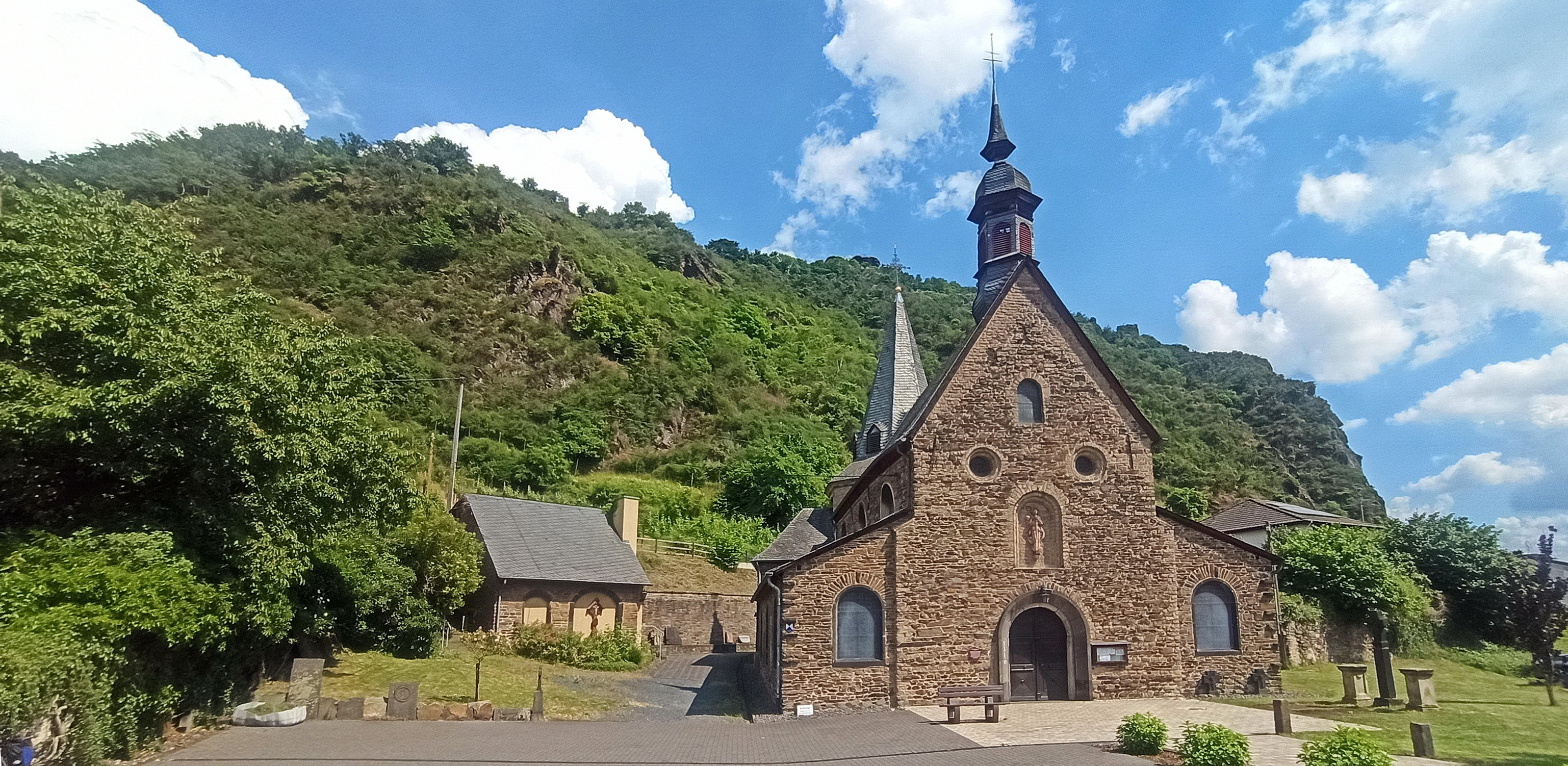
St Georg, Oberhammerstein. Im Hintergrund: Schlossberg mit Burgruine und zum Rhein abfallende Felsen.

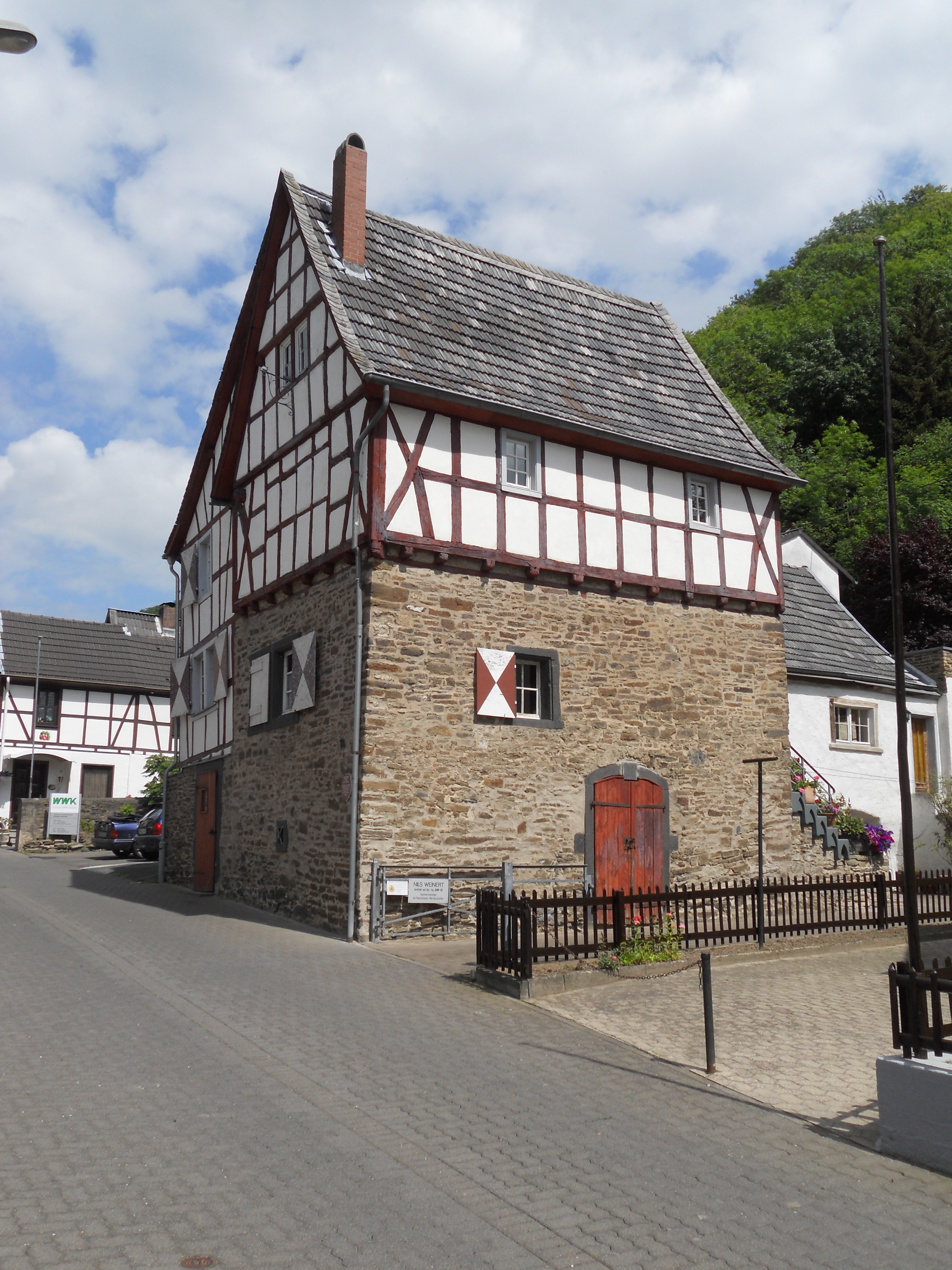
Wohnhaus aus dem 16. Jahrhundert

In Hammerstein befinden sich zahlreiche historische Denkmäler, deren Ursprünge über das Hohe Mittelalter bis in die Römerzeit zurückreichen und die für die lange Geschichte des Ortes Zeugnis ablegen.
- Die Position des ehemaligen Kleinkastells und heutigen Bodendenkmals sowie weitere Spuren und Rekonstruktionen von Wall, Graben und Palisade des Obergermanischen Limes sind im Hammersteiner Gebiet durch den von Rheinbrohl nach Niederbieber führenden Limeswanderweg erschlossen. Mit dem Rheinsteig passiert ein weiterer, wichtiger und interessanter Fernwanderweg die Gemarkung Hammerstein.[5]
- Die im 10. Jahrhundert erbaute Burg Hammerstein ist wohl die älteste Burg des Mittelrheintals. Im Jahre 1002 wird sie erstmals als Reichsburg genannt. Zwischen dem letzten Viertel des 11. bis zum Beginn des 14. Jahrhunderts hatte sie als Zollburg eine gewisse Bedeutung. Im 12. Jahrhundert wurden dort wiederholt die Reichsinsignien aufbewahrt. Ihre Ruine befindet sich auf einem am Rhein aufragenden Fels im Süden der Gemeinde. Sie kann besichtigt werden und gilt als eine der Hauptsehenswürdigkeiten des Ortes.[6][4]
- Die in ihren Ursprüngen romanische Pfarrkirche St. Georg in Oberhammerstein geht auf das 11. oder 12. Jahrhundert zurück. Die beiden Glocken mit ihren Durchmessern von 96 bzw. 61 cm wurden um 1050 gegossen. Sie sind die ältesten Kirchenglocken am Mittelrhein und das einzige romanische Doppelgeläut Deutschlands.
- Der so genannte Burgmannshof, auch Claurenburg genannt, ein Zehnthof aus dem 16. Jahrhundert, liegt an derselben Stelle, an der bereits 1176 ein Königshof schriftlich bezeugt ist. Als Burgmannshof wird er erstmals 1556 urkundlich erwähnt. In den 1920er und frühen 1930er Jahren war in dem Gebäude eine Jugendherberge untergebracht. Seit 1937 befindet sich der Burgmannshof in Privatbesitz.[7]
- Am Waldweg von der Burgruine Hammerstein nach Leutesdorf befindet sich der alte jüdische Friedhof, der vom 17. bis zum frühen 20. Jahrhundert belegt wurde. Die Bestattungen erfolgten durch eine kleine jüdische Gemeinde, die in Leutesdorf ansässig war. Insgesamt 21 Grabsteine sind noch erhalten.
- Ebenfalls aus dem 17. Jahrhundert stammt die Katholische Filialkirche St. Katharina in Niederhammerstein. Sie geht auf jedoch auf ein älteres, 1424 urkundlich erwähntes Sakralbauwerk zurück. Ihre Sakristei datiert auf das Jahr 1742, eine Gebäudeerweiterung wurde 1872 vorgenommen.[7]
- Das Krewl‘sche Weingut in Niederhammerstein geht auf einen kurkölnischen Nonnenhof des 17. oder 18, Jahrhunderts zurück.
- Das Hammersteiner Werth ist die vor Hammerstein liegende Rheininsel. Sie dient als Anglerrevier und wird von den Einheimischen im Sommer gerne als Badestrand genutzt.

## Wirtschaft und Infrastruktur
Der Weinbau in Hammerstein besitzt eine Jahrhunderte alte Tradition und bildete lange Zeit das wirtschaftliche Rückgrat des Ortes. Heute sind in Hammerstein nur noch wenige Winzereibetriebe tätig, so dass sich ein Großteil der erwerbstätigen Bevölkerung als Pendler außerhalb Hammersteins verdingen muss.

### Weinbau
In den lokalen Lagen „In den Layfelsen“, „Hölle“ und „Schloßberg“ werden unterschiedliche Rebsorten kultiviert, wobei Riesling bei den weißen und Burgunder bei den roten Trauben dominieren. Die drei verbliebenen Winzerbetriebe Hammersteins sind das Weingut Emmel (seit 1785) mit angeschlossenem Restaurant und Hotelbetrieb, das Weingut Scheidgen (seit 1779, aktuell 22 Hektar Anbaufläche) und das Weingut Zwick (seit zehn Generationen, 8,5 Hektar) mit seinen angeschlossenen Weinstuben.

### Verkehr
Am südwestlichen Rande des Ortes verlaufen parallel zueinander die Bundesstraße 42 und die Eisenbahnlinie zwischen Köln und Koblenz, die rechte Rheinstrecke, deren nächster Bahnhof sich in Rheinbrohl befindet. Innerhalb des öffentlichen Personennahverkehrs ist Hammerstein durch die Buslinie 170 des Verkehrsverbunds Rhein-Mosel nach Norden hin mit Rheinbrohl, Bad Hönningen und Linz am Rhein, sowie in südliche Richtung mit Leutesdorf und Neuwied verbunden.
Durch Hammerstein verläuft der rechtsrheinische Rheinradweg (EuroVelo 15), der vom Quellgebiet des Rheins in den Schweizer Alpen bis zur Mündung bei Rotterdam führt. Die Streckenführung in Hammerstein geht unmittelbar an der 900–1000 Jahre alten Kirche St. Georg vorbei.

## Vereinsleben
Ein Mittelpunkt des gesellschaftlichen Lebens in Hammerstein ist das Bürgerhaus, ein Dorfgemeinschaftshaus, das 1996/1997 durch den Umbau der vormaligen Volksschule des Ortes entstanden ist. Es wird vom 1997 gegründeten Förderverein Bürgerhaus „Alte Schule“ Hammerstein e. V. finanziell unterstützt. Der Förderverein betreibt darüber hinaus die Renovierung des alten Feuerwehrhauses. Der „Inselhaus Hammerstein e. V.“ wurde 2016 gegründet und betreibt in Abstimmung mit den Denkmalbehörden die Pflege und Instandhaltung des historischen Pfarrhauses in Oberhammerstein, das in Zukunft ebenfalls gesellschaftlichen und kulturellen Zwecken dienen soll.
Die musikalischen Ambitionen der Hammersteiner Bürger spiegeln sich im Gemischten Chor „Rheinklänge“ 1906/81, im Vokalensemble Hammerstein und im Frauensingkreis „St. Georg“ wider, sportlichen Aktivitäten frönt der Hobbyfussballclub HC Hammerstein. In einer typisch rheinländischen Gemeinde dürfen Karneval und Schützenfest nicht fehlen, die hier von den Karnevalsfreunden Hammerstein und von der Schützenbruderschaft St. Hubertus gepflegt werden. Die Schützenbruderschaft wurde schon 1911 gegründet und ist damit neben dem gemischten Chor einer der älteste Hammersteiner Vereine. Um familiäre und soziale Belange schließlich kümmern sich der Mutter-Kind-Treff (ein Zusammenschluss von Eltern zur kindgerechten Freizeitgestaltung) sowie die Katholische Frauengemeinschaft.

## Persönlichkeiten
- Wilhelm Frorath (1776–1839), nassauischer Landtagsabgeordneter
- Balthasar Gottlieb Münch (* 1794), nassauischer Landtagsabgeordneter